# Парс Джонубі
Футбольний клуб «Парс Джонубі Джам» або просто «Парс Джонубі» (перс. باشگاه فوتبال پارس جنوبی جم‎) — професіональний іранський футбольний клуб з міста Джам, Бушир, який виступає в Про-лізі Перської затоки. У сезоні 2016/17 років клуб завоював путівку до вищого дивізіону чемпіонату Ірану.
Команда проводить свої домашні ігри на стадіоні «Тахті», який вміщує 15000 місць. Клуб належить та фінансується ПСЕЕЗ (Спеціальна енергетично-економічна зона Парса), названий на честь газового родовища Південний Парс.

## Історія

### Заснування
Заснований 2007 року ПСЕЕЗом (Спеціальна економічна зона Парса). У 2010 році отримав дозвіл на виступи в Другому дивізіоні Ірану. У сезоні 2015/16 років фінішував на 2-у місці у своїй групі Другого дивізіону, грав у плей-оф за право підвищитися в класі проти «Нафт ва Гачасар». За сумою двох матчів здобув перемогу (4:0) та вийшов до Ліга Азадеган.

### Ліга Азадеган
7 серпня 2016 року «Парс Джонубі» зіграв дебютний матч у Лізі Азадеган, проти «Меса» (Рафсанджана), в якому переміг з рахунком 1:0. 24 квітня 2017 року «Парс Джонубі» обіграв «Естеглал Ахваз», виграв Лігу Азадеган та здобув путівку до Про-лігу Перської затоки на сезон 2017/18 років.

### Про-ліга Перської затоки
У вересні 2017 року в поєдинку 6-о туру чемпіонату неочікувано для всіх обіграв «Естеґлал» (2:0).

## Уболівальники
«Парс Джонубі» — найпопулярніший клуб провінції Джам. Багато працівників Спеціальної енергетичної зони Парс підтримують клуб.

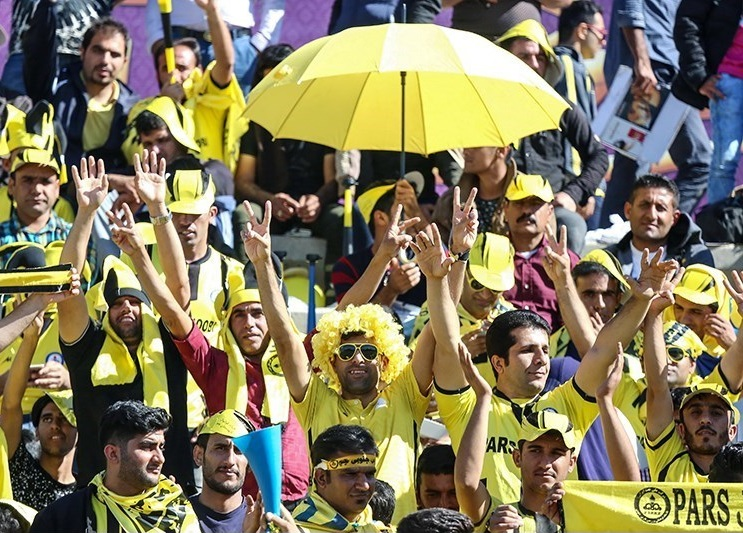
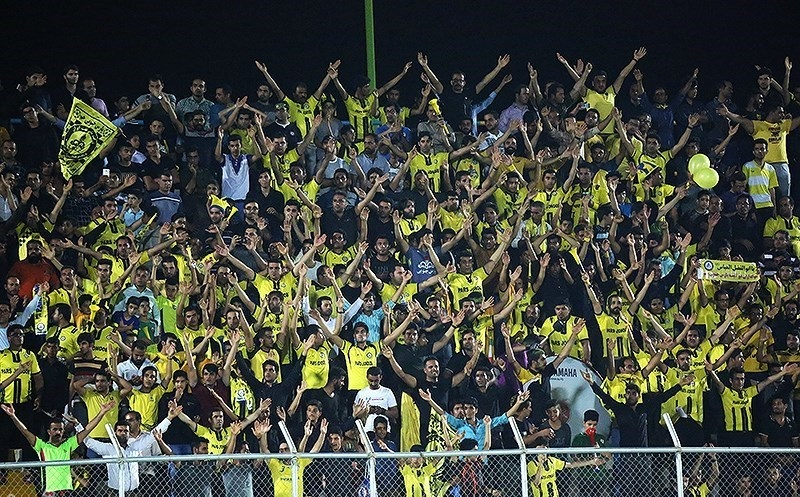
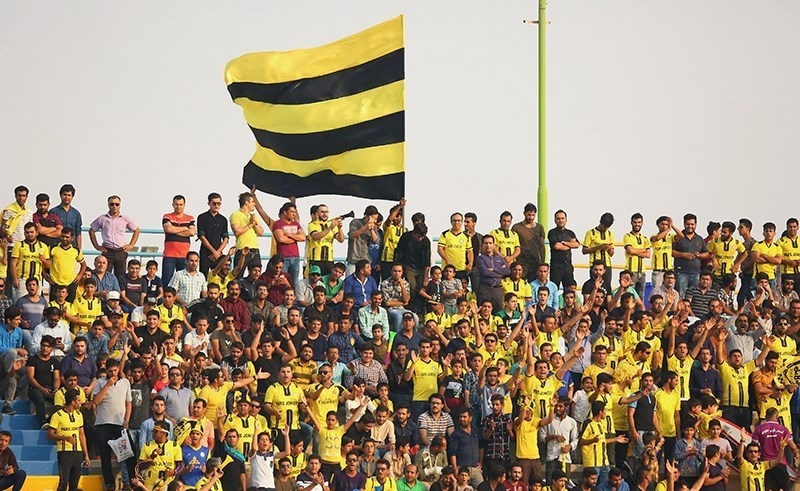
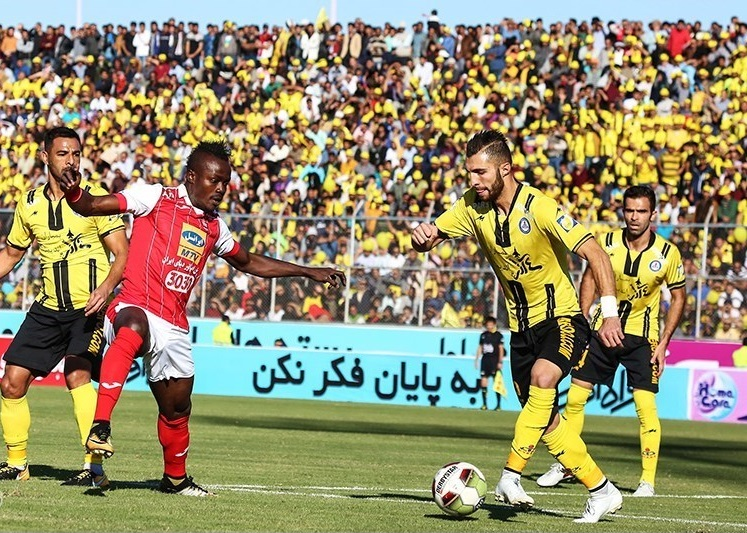

## Стадіон
Домашня футбольна арена «Парс Джонубі» — стадіон «Тахті», який вміщує 10 000 глядачів. Він належить ПСЕЕЗ (Спеціальна енергетично-економічна зона Парса).

## Статистика виступів
| Сезон   | Ліга           | Місце       | Кубок Хазфі       | Примітки   |
| ------- | -------------- | ----------- | ----------------- | ---------- |
| 2010–11 | 2-й Дивізіон   | 5-е/Група A | Не кваліфікувався |            |
| 2011–12 | 2-й Дивізіон   | 9-е/Група A | Не кваліфікувався |            |
| 2012–13 | 2-й Дивізіон   | 4-е/Група A |                   |            |
| 2013–14 | 2-й Дивізіон   | 7-е/Група Б |                   |            |
| 2014–15 | 2-й Дивізіон   | 3-є/Група Б |                   |            |
| 2015–16 | 2-й Дивізіон   | 2-е/Група A |                   | Підвищення |
| 2016–17 | Ліга Азадеган  | 1-е         | 1/16 фіналу       | Підвищення |
| 2017–18 | Про-ліга Ірану | 5-е         | 1/16 фіналу       |            |
| 2018–19 | Про-ліга Ірану | 12-е        | 1/8 фіналу        |            |
| 2019–20 | Про-ліга Ірану | ?           | 1/16 фіналу       |            |

## Досягнення

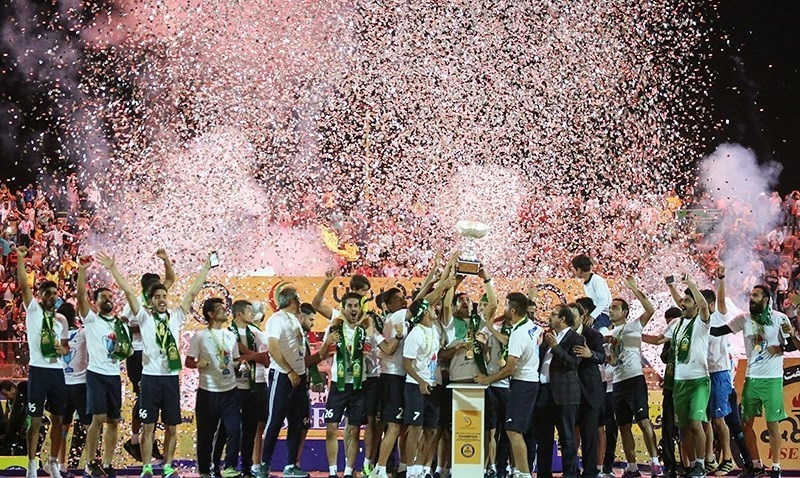
Гравці «Парс Джонубі» святкують вихід до Про-ліги Перської затоки

- Ліга Азадеган
  -  Чемпіон (1): 2016/17

## Відомі гравці
- Рахман Ахмаді
- Мохсен Фороузан